# P.C. de Ruyter
Pieter Cornelius de Ruyter (1855 - 1889) was een dichter en schrijver van liedjes. Hij was een van de eerste dichters van de Nederlandse arbeidersbeweging. Bekende liedjes zijn “’t Mariannelied” en “’t Vrijheidslied”.

## Jeugdjaren
P.C. de Ruyter was de zoon van een kruier en groeide op in de Amsterdamse wijk de Jordaan. Hij was al jong betrokken bij het socialisme en schreef gedichten en liedjes met een sociale inslag. Een van zijn meest beruchte nummers was ‘Koning Gorilla’ over koning Willem III. Hierin beschreef hij het vermeende bordeelbezoek en drankmisbruik van de koning. Het lied werd zoals gebruikelijk in die dagen gedrukt op een vel papier en werd los verspreid. De Oranjegezinden kochten de liedteksten echter op en zorgden ervoor dat vrijwel alle exemplaren werden vernietigd. Erg populair was “’t Mariannelied” over Marianne het symbool van de Franse Revolutie.

## Latere jaren
Rijk werd De Ruyter echter niet met zijn liedjes. Hij had inmiddels een gezin met drie kinderen en leefde in behoeftige omstandigheden. In 1882 aanvaardde hij tot verbazing van zijn omgeving een betrekking als politieagent. Zelf motiveerde hij deze stap door te wijzen op zijn sociale inslag. Hij zou de politie van binnenuit gaan omvormen. In 1883 werd hij echter vanwege zijn politieke ideeën ontslagen. De Ruyter protesteerde tegen het feit dat hij binnen vier dagen het korps moest verlaten en schreef een brief aan de burgemeester. Hoewel de laatste het ontslag handhaafde bereikte De Ruyter wel dat de ontslagtermijn voor politiemensen werd gesteld op een maand in plaats van vier dagen. Na zijn ontslag richtte De Ruyter zich totaal op de arbeidersbeweging. Hij was een grote bewonderaar van Ferdinand Domela Nieuwenhuis, voor wie hij een aantal liedjes schreef.

## Het einde
Zover bekend had de Ruyter in die jaren geen vaste inkomsten. Zijn zwager had een bundel met zijn liedteksten laten drukken. De Ruyter probeerde die bundels te verkopen in de Amsterdamse kroegen, maar had weinig succes. Meestal voerde hij politieke discussies en vergat hij zijn nering. Al snel ging het steeds slechter met zijn gezondheid. Een partijgenoot omschreef hem als iemand met het uiterlijk van een zestigjarige. Hij droeg versleten kleding en was constant op de loop voor zijn schuldeisers. Zijn vrouw overleed aan tuberculose en vrijwel tegelijkertijd overleed een van zijn dochters. In 1889 overleed ook P.C. de Ruyter. Hij is nog geen vierendertig jaar oud geworden.